# پیش‌لکه‌دارریختان
پیش‌لکه‌دارریختان (به لاتین: Proctotrupomorpha) یک زیرگروه اصلی از باریک‌تنه‌داران در پرده‌بالان است که عمدتاً شامل زنبورهای انگل‌واره است. این شامل گروه‌های اصلی زنبورهای مسی، Diaprioidea، پیش‌لکه‌دارواران، گال‌زنبورواران و شکم‌تخت‌واران، و همچنین Mymarommatoidea کوچک، و گروه‌های منقرض‌شده مانند Serphitoidea است.